# Bohemians Praga (Střížkov)
FK Bohemians Praha é um clube de futebol de Praga,República Tcheca.o antigo nome do clube era FC Střížkov Praha 9.mudou de nome e escudo em 2005,quando adquiriu o nome e o logotipo do tradicional Bohemians Praga,após o Bohemians original ter sido rebaixado para a Česká fotbalová liga,equivalente à terceira divisão.

## Elenco atual
Nota: Bandeiras indicam equipe nacional, conforme definido pelas regras de elegibilidade da FIFA. Os jogadores podem ter mais de uma nacionalidade não-FIFA.
| N.º |            | Posição | Jogador                                         |
| --- | ---------- | ------- | ----------------------------------------------- |
| 1   | Chéquia    | G       | Petr Pižanowski                                 |
| 2   | Chéquia    | D       | Pavel Macháček                                  |
| 3   | Chéquia    | D       | Vít Turtenwald                                  |
| 4   | Chéquia    | D       | Miroslav Obermajer                              |
| 5   | Chéquia    | D       | Jakub Heidenreich (emprestado do Sigma Olomouc) |
| 6   | Chéquia    | M       | Petr Mach (emprestado do Mladá Boleslav)        |
| 7   | Chéquia    | M       | Tomáš Fenyk                                     |
| 8   | Chéquia    | M       | Roman Dobeš                                     |
| 9   | Chéquia    | A       | Jiří Jeslínek (emprestado do Sparta Praha)      |
| 10  | Chéquia    | A       | Marek Kincl                                     |
| 11  | Chéquia    | M       | David Zoubek                                    |
| 12  | Eslováquia | M       | Peter Očovan                                    |
| 13  | Chéquia    | M       | Jaroslav Dittrich                               |
| 14  | Chéquia    | M       | Jakub Podaný                                    |
| 15  | Benim      | A       | Mayola Biboko                                   |
| 16  | Nigéria    | A       | Stanley Ibe                                     |

| N.º |                 | Posição | Jogador                                   |
| --- | --------------- | ------- | ----------------------------------------- |
| 17  | Bielorrússia    | D       | Dmitry Lentsevich                         |
| 18  | Eslováquia      | D       | Michal Demeter                            |
| 19  | Chéquia         | M       | Pavel Grznár                              |
| 20  | Chéquia         | G       | Jan Hlaváček                              |
| 21  | Chéquia         | D       | Marek Smola                               |
| 22  | Eslováquia      | G       | Jaroslav Beláň                            |
| 23  | Costa do Marfim | M       | Abdoulaye Diarra                          |
| 24  | Gana            | M       | Eric Adjei                                |
| 25  | Japão           | M       | Hidetoshi Wakui                           |
| 26  | Moldávia        | M       | Valeriu Andronic                          |
| 27  | Chéquia         | D       | Martin Horáček                            |
| 28  | Chéquia         | M       | Jan Halama (emprestado do Viktoria Plzeň) |
| 29  | Cabo Verde      | D       | Jimmy Modeste                             |
| 30  | Canadá          | M       | Andrew Kliment                            |